# Chengbu
Chengbu, tidigare romaniserat Chengpu, är ett autonomt härad för miao-folket som lyder under Shaoyangs stad på prefekturnivå i Hunan-provinsen i södra Kina.